# Kanusport (Special Olympics)
Kanusport (Special Olympics) ist eine Wassersportart, die von Menschen mit geistiger Beeinträchtigung ausgeübt wird und bei den Special Olympics vertreten ist.

## Allgemeines
Beim Kanusport, der im Englischen auch als Kayaking bekannt ist, wird pro Athlet ein doppelseitiges Paddel benutzt, um das Kanu in Blickrichtung vorwärts auf flachem, ruhigem Wasser fortzubewegen. Ziel ist, möglichst schnell die festgelegte Strecke zurückzulegen.
Anlässlich der Special Olympics Deutschland Sommerspiele 2022 sicherte der Internationale Kanu-Verband (ICF) dem Verband Special Olympics International eine engere Zusammenarbeit zu. Diese umfasst einen kostenfreien Zugang zu Lehr-Ressourcen, damit Special-Olympics-Kanuten und -Kanutinnen positive Erfahrungen mit dem Kanusport machen können. Außerdem verpflichtet sich der ICF, Ausbildungsprogramme von Special-Olympics-Trainern anzuerkennen und den Kanusport als inklusive Sportart zu fördern.

## Wettbewerbe
Bei internationalen Special-Olympics-Wettbewerben werden keine professionellen Kanus, sondern Kanus für Hobbysportler benutzt, da diese stabiler im Wasser liegen. Sie werden vom Veranstalter gestellt und müssen alle dieselbe Qualität aufweisen und so gebaut sein, dass man in dem Kanu sitzend paddelt. Die Paddel sind doppelseitig. Es gibt Boote für eine, für zwei oder vier Personen (Kanadier). Lediglich bei Unified Wettfahrten werden auch professionelle Kanus benutzt. Vor den Wettfahrten müssen sich die Athletinnen und Athleten einem Schwimmtest unterziehen. Während ihrer Teilnahme an einer Wettfahrt ist es Pflicht, eine Schwimmweste zu tragen. Vor den Wettbewerben werden alle Teilnehmenden nach Geschlecht, Alter und Leistungsstufe eingeteilt, um ein möglichst gerechtes Kräftemessen zu ermöglichen. Außer der Gold-, Silber- und Bronzemedaille werden auch Bänder für die Plätze 5, 6, 7 und 8 vergeben, um die erfolgreiche Teilnahme jedes einzelnen zu würdigen. Die Bahnen, in denen die Wettfahrten stattfinden, müssen jeweils mindestens 9 Meter breit und frei von Hindernissen sein. Für Weltspiele sind 9 parallele Bahnen vorgesehen, deren Wassertiefe mindestens 2 Meter beträgt. Bei einem Fehlstart wird die Kanumannschaft, die zu früh gestartet ist, verwarnt. Sollte sie einen zweiten Fehlstart verursachen, wird sie disqualifiziert.
Die Regeln des Kanusports richten sich allgemein nach den von der International Canoe Federation entwickelten Regeln, insofern sie nicht dem Artikel 1 der offiziellen Special-Olympics-Sportregeln widersprechen.

## Special Olympics World Games

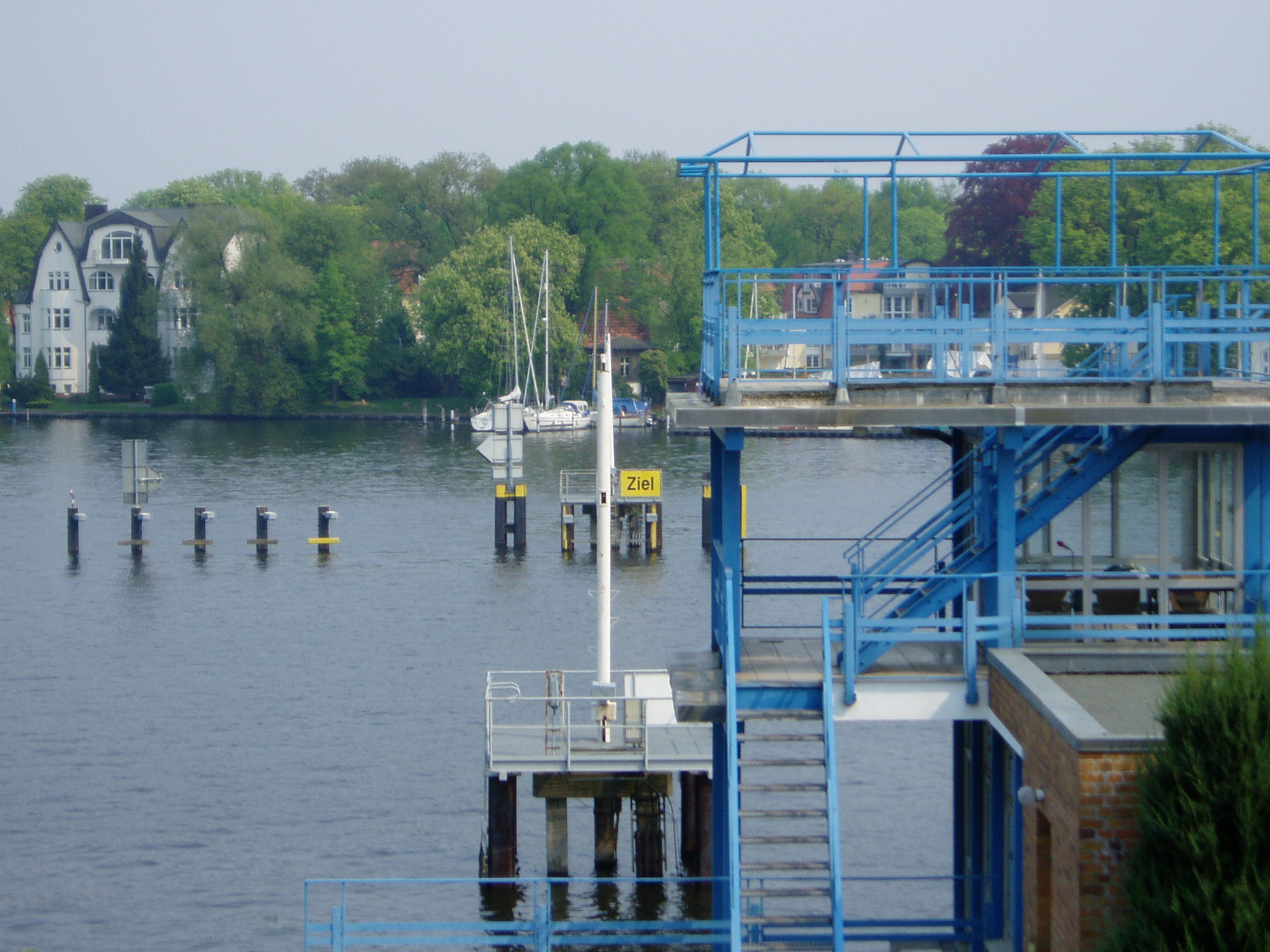
Berlin-Grünau, Ziel-Marke der Regattastrecke

Der Kanusport wurde erstmals 2003 als Demonstrationssportart der Special Olympics World Games gezeigt. Inzwischen ist er Teil der  World Games, dabei gibt es auch Wettfahrten mit Unified-Partnern ohne Beeinträchtigung. 2011 wurden bereits 6534 Special-Olympics-Kanutinnen und -Kanuten registriert.
Bei den Special Olympics World Summer Games 2023 in Berlin war der Kanusport Teil des Wettbewerbsprogramms. In Berlin wurden 44 Athletinnen und Athleten und 16 Unified-Partner erwartet; das Team Deutschland bestand aus 12 Personen. Die Wettfahrten wurden in Berlin-Grünau stattfinden. Die dafür ausgewählte Regattastrecke wurde erstmals 1868 für Segelwettbewerbe genutzt.
Bei den Sommerspielen in Berlin waren folgende Wettfahrten vorgesehen, jeweils getrennt nach Frauen und Männern:
- Einzel Touristenkanu: 200-m-Rennen
- Doppel Touristenkanu: 200-m-Rennen
- Unified Sports Doppel Touristenkanu: 200-m-Rennen
- Einzel Touristenkanu: 500-m-Rennen
- Doppel Touristenkanu: 500-m-Rennen
- Unified Sports Doppel Touristenkanu: 500-m-Rennen
- Unified Sports Doppel professionelles Kanu: 500-m-Rennen[5]

## Erfolgreiche Athletinnen und Athleten (Auswahl)
- Juliana Rößler, Special Olympics Deutschland